# Zabezpečení prohlížeče
Zabezpečení prohlížeče je uplatnění internetového zabezpečení pro webové prohlížeče v zájmu ochrany síťových dat a počítačových systémů před narušením soukromí, nebo malware. Ke zneužití bezpečnosti v prohlížečích je často využit jazyk JavaScript – například pomocí cross-site scripting (XSS). Exploity také mohou využívat zranitelnosti (bezpečnostních děr) ve všech běžných prohlížečích (Mozilla Firefox, Google Chrome, Opera, Microsoft Internet Explorer a Safari).

## Bezpečnost
Webové prohlížeče mohou být napadeny jedním z následujících způsobů:
- Operační systém je narušen a malware čte nebo modifikuje paměť prohlížeče v privilegovaném režimu
- Na operačním systému běží malware jako proces v pozadí, který čte nebo modifikuje paměť prohlížeče v privilegovaném režimu
- Spouštěcí soubor prohlížeče je hacknutý
- Komponenty prohlížeče jsou hacknuty
- Pluginy prohlížeče jsou hacknuty
- Síťová komunikace prohlížeče může být zachycena zvenčí

Webový prohlížeč si nemusí být vědom výše popsaných napadení a může ukazovat uživateli bezpečné připojení. Kdykoliv prohlížeč komunikuje s webovou stránkou, stránka jako součást komunikace získává informace o prohlížeči (když už nic jiného, tak aby alespoň bylo možné zpracovat formátování stránky). Pokud byl škodlivý kód vložen do obsahu webové stránky nebo, v tom horším případě, je stránka přímo navržena k využití škodlivého kódu, pak chyby specifické pro různé prohlížeče umožní tomuto škodlivému kódu spouštět procesy v prohlížeči nezamýšleným způsobem (pamatujte, že jeden z informačních bitů, které webová stránka získává od prohlížeče, je jeho identita – to umožňuje využití specifických chyb v prohlížečích). Jakmile je útočník schopen spouštět procesy na uživatelském stroji, využitím známých bezpečnostních chyb může získat privilegovaný přístup (v případě, že prohlížeč v tomto režimu již neběží) do „infikovaného“ systému a spouštět další škodlivé procesy a činnosti na uživatelském stroji, nebo dokonce v celé jeho síti.
Důvodem k prolomení bezpečnosti prohlížeče je mnoho. Obvykle to bývá za účelem obcházení ochran pro zobrazení pop-up reklamy, shromažďování osobních údajů pro internetový marketing nebo krádež identity, sledování a analýzu webových stránek uživatele proti jeho vůli pomocí nástrojů jako např. Web bugs, Clickjacking, Likejacking, HTTP cookies, zombie cookies nebo Flash cookies (lokální sdílené objekty), dále za účelem instalace adware, virů, spyware jako je trojský kůň, nebo jiného malware, včetně nabourání do internetového bankovnictví pomocí man-in-the-browser útoku.
Zranitelnost webových prohlížečů můžeme minimalizovat pravidelnou aktualizací software. To ale nebude stačit, pokud je použitý operační systém ohrožen, například pomocí rootkit. Některé dílčí komponenty prohlížečů, jako jsou skripty, add-ons a cookies jsou zvláště zranitelné a je třeba se jimi také zabývat.
V souladu se zásadami ochrany do hloubky (anglicky Defence in depth) ani plně aktualizovaný a správně nakonfigurovaný prohlížeč nemusí být dostačující k zajištění všech záležitostí týkajících se bezpečnosti v prohlížečích. Například, rootkit dokáže zachycovat stisknuté klávesy, zatímco se uživatel přihlašuje do internetového bankovnictví. DNS hijacking nebo DNS spoofing může rozvrátit výsledky hledání populárních vyhledávačů. Malware, jako je RSPlug, jednoduše upraví konfiguraci systému tak, aby odkazoval na nepoctivé DNS servery.
Prohlížeče mohou používat bezpečnější metody síťové komunikace k ochraně před některými z uvedených útoků:
- DNS: DNSSEC a DNSCrypt například s nedefaultními DNS servery jako jsou Google Public DNS nebo OpenDNS
- HTTP: HTTP Secure a SPDY s elektronicky podepsaným certifikátem.

Ve velkých firmách se k blokování škodlivého provozu dřív, než se dostane do prohlížeče, běžně implementuje Firewall, filtrace proxy serveru, který blokuje škodlivé stránky a antivirová kontrola stahovaných souborů.